# Fox Lake (Wisconsin)
Fox Lake és una població dels Estats Units a l'estat de Wisconsin. Segons el cens del 2000 tenia 1.454 habitants.

## Demografia
Segons el cens del 2000, Fox Lake tenia 1.454 habitants, 615 habitatges, i 373 famílies. La densitat de població era de 401 habitants per km².
Dels 615 habitatges en un 27,2% hi vivien nens de menys de 18 anys, en un 48% hi vivien parelles casades, en un 8,3% dones solteres, i en un 39,3% no eren unitats familiars. En el 32,8% dels habitatges hi vivien persones soles el 15,1% de les quals corresponia a persones de 65 anys o més que vivien soles. El nombre mitjà de persones vivint en cada habitatge era de 2,34 i el nombre mitjà de persones que vivien en cada família era de 2,97.
Per edats la població es repartia de la següent manera: un 23,7% tenia menys de 18 anys, un 8,5% entre 18 i 24, un 28,3% entre 25 i 44, un 21,9% de 45 a 60 i un 17,7% 65 anys o més.
L'edat mediana era de 38 anys. Per cada 100 dones de 18 o més anys hi havia 97,7 homes.
La renda mediana per habitatge era de 36.607 $ i la renda mediana per família de 44.904 $. Els homes tenien una renda mediana de 33.105 $ mentre que les dones 21.833 $. La renda per capita de la població era de 17.753 $. Aproximadament el 4,7% de les famílies i el 7,7% de la població estaven per davall del llindar de pobresa.

## Poblacions més properes
El següent diagrama mostra les poblacions més properes.